# Saison 1954-1955 des Canadiens de Montréal
Autres saisons
Saison précédente Saison suivante
La saison 1954-1955 de hockey sur glace est la quarante-sixième saison que jouent les Canadiens de Montréal. Ils évoluent alors dans la Ligue nationale de hockey et finissent à la deuxième place au classement de la saison régulière avec une fiche de 41 victoires, 18 défaites et 11 matchs nuls pour un total de 93 points. Au premier tour des séries, ils éliminent les Bruins de Boston avant de perdre en finale contre les Red Wings de Détroit, meilleure formation de la saison régulière.

## Saison régulière

### Contexte et grandes dates de la saison
Les Red Wings de Détroit trônent au premier rang du classement général pour une septième fois d'affilée, deux points devant les Canadiens à la suite de la suspension de Maurice "Rocket" Richard et de l'émeute au Forum qui s'ensuivit le 17 mars. Cette suspension coûte le championnat de la ligue au Canadien, la dernière partie de la saison régulière étant remportée par les Red Wings au score de 6-0, de même que le championnat des marqueurs à Richard, qui malgré tout, dira plus tard qu'il a joué sa plus grande saison cette année-là. C'est Bernard Geoffrion qui remporte le championnat des marqueurs un point devant Richard qui menait pourtant avant sa suspension. Lorsque Geoffrion le devança au Forum, la foule le hua au lieu de l'applaudir car il venait de battre le Rocket au sommet des marqueurs. Notons que le 20 janvier Richard réussit un tour du chapeau contre Toronto et Harry Lumley leur gardien, tandis qu'un mois plus tard, le 19 février, Geoffrion enfila 5 buts et ajouta une passe contre les Rangers et son cerbère Lorne Worsley.
Le Rocket marque son 400e but le 18 décembre contre Al Rollins des Black Hawks de Chicago. Le jour suivant il est reçu à l'hôtel de ville de Montréal par le maire Jean Drapeau. Trois joueurs des Canadiens finissent au sommet de la LNH pour les points; Geoffrion, Richard et Jean Béliveau. Ce sont tous des marqueurs de 30 buts et plus. En ce qui concerne les assistances, c'est Bert Olmstead qui domine le circuit avec 48. Plusieurs objectifs sont atteints dont le 500e match de Kenny Mosdell pour les Canadiens le 6 novembre et suivi le 23 par le 700e du capitaine Émile Bouchard, imité par Richard deux mois plus tard, puis c'est ensuite au tour de Doug Harvey d'atteindre les 500 matchs disputés en carrière au cours du mois de mars. Jacques Plante devient le gardien numéro un de l'équipe à la suite de la retraite de Gerry McNeil à 28 ans. Lors d'une séance de réchauffement avant le match du 11 novembre, Plante est atteint par un tir de Bert Olmstead qui lui fracture un os de la joue. Il sera absent pendant un mois. Ce sera Charlie Hodge qui gardera les buts pendant ce temps. Le 26 février, Émile Bouchard éclipse le record de 40 passes que détenait Babe Pratt parmi les défenseurs en réussissant sa quarante-et-unième.

### L'émeute du Forum
Pendant un match contre les Bruins de Boston, le 13 mars, Richard et Hal Laycoe en viennent aux coups. Pendant la bagarre un juge de lignes, Cliff Thompson, empoigne Richard par derrière et le retient tandis que Laycoe continue de lui asséner des coups. Richard ne parvenant pas à se défaire du juge de lignes qui le retient et inondé de sang au visage se retourne et lui décoche un coup de poing au visage. Clarence Campbell, le président de la ligue nationale de hockey, qui n'a jamais aimé Richard, en profite pour saisir l'occasion et le suspend pour les 3 derniers matchs de la saison ainsi que pour les séries éliminatoires.
Lorsque Campbell ose se présenter au Forum pour le prochain match le 17 mars contre Détroit, malgré les recommandations du maire Drapeau de ne pas venir, il est pris à partie par la foule qui lui lance des projectiles. Puis il y a quelqu'un qui fait exploser une bombe lacrymogène. Coïncidence, Campbell et Richard se rencontrent à l'infirmerie mais rien ne se dit entre les deux hommes. La foule qui sort du Forum appuie les manifestants à l'extérieur et saccage la rue Sainte-Catherine. Les Canadiens perdent le match par défaut qui était 4-1 pour les Wings lorsque l'émeute éclata. Les dommages subis sont évalués à cent mille dollars et le lendemain le Rocket parle à la radio pour tenter de calmer la population. Il dit accepter la sentence de Campbell à son endroit et encourage la population à continuer de supporter le Tricolore. Il leur donne rendez-vous pour la prochaine saison.

#### Requête royale
Faire une émeute ne fut pas la seule arme des Montréalais pour se rebeller contre la suspension du Rocket. Le 23 mars 1955, la Montreal Gazette fait état d'un télégramme qui aurait été envoyé à la reine Élisabeth II lui demandant d'intercéder en faveur de Richard. Le directeur-général des Canadiens, Frank Selke connaissait le fan auteur de ce télégramme, mais n'a jamais voulu révéler son identité.

### Match après match
Cette section présente les résultats de la saison régulière qui s'est déroulée entre le 7 octobre et le 20 mars.
Nota : Les résultats sont indiqués dans la boîte déroulante ci-dessous afin de ne pas surcharger la page. La colonne « Fiche » indique à chaque match le parcours de l'équipe au niveau des victoires, défaites et matchs nuls. Une victoire rapporte deux points et un match nul un seul point.
| No | Date        | Score | Adversaire             | Lieu        | Fiche    | Pts |
| -- | ----------- | ----- | ---------------------- | ----------- | -------- | --- |
| 1  | 7 octobre   | 4-2   | Black Hawks de Chicago | Montréal    | 1-0-0    | 2   |
| 2  | 9 octobre   | 4-1   | Bruins de Boston       | Montréal    | 2-0-0    | 4   |
| 3  | 11 octobre  | 2-2   | Bruins de Boston       | Boston      | 2-0-1    | 5   |
| 4  | 13 octobre  | 2-3   | Red Wings de Détroit   | Montréal    | 2-1-1    | 5   |
| 5  | 15 octobre  | 0-3   | Black Hawks de Chicago | Chicago     | 3-1-1    | 7   |
| 6  | 16 octobre  | 1-3   | Red Wings de Détroit   | Détroit     | 4-1-1    | 9   |
| 7  | 21 octobre  | 1-3   | Maple Leafs de Toronto | Montréal    | 4-2-1    | 9   |
| 8  | 23 octobre  | 7-1   | Rangers de New York    | Montréal    | 5-2-1    | 11  |
| 9  | 24 octobre  | 4-2   | Rangers de New York    | New York    | 5-3-1    | 11  |
| 10 | 27 octobre  | 1-3   | Maple Leafs de Toronto | Toronto     | 6-3-1    | 13  |
| 11 | 30 octobre  | 5-1   | Black Hawks de Chicago | Montréal    | 7-3-1    | 15  |
| 12 | 6 novembre  | 4-1   | Red Wings de Détroit   | Montréal    | 8-3-1    | 17  |
| 13 | 7 novembre  | 3-4   | Bruins de Boston       | Boston      | 9-3-1    | 19  |
| 14 | 11 novembre | 7-4   | Black Hawks de Chicago | Montréal    | 10-3-1   | 21  |
| 15 | 13 novembre | 2-1   | Bruins de Boston       | Montréal    | 11-3-1   | 23  |
| 16 | 14 novembre | 4-1   | Red Wings de Détroit   | Détroit     | 11-4-1   | 23  |
| 17 | 17 novembre | 5-2   | Maple Leafs de Toronto | Toronto     | 11-5-1   | 23  |
| 18 | 18 novembre | 5-4   | Maple Leafs de Toronto | Montréal    | 12-5-1   | 25  |
| 19 | 20 novembre | 4-1   | Rangers de New York    | Montréal    | 13-5-1   | 27  |
| 20 | 21 novembre | 2-0   | Bruins de Boston       | Boston      | 13-6-1   | 27  |
| 21 | 23 novembre | 4-4   | Black Hawks de Chicago | Saint-Louis | 13-6-2   | 28  |
| 22 | 25 novembre | 2-3   | Black Hawks de Chicago | Chicago     | 14-6-2   | 30  |
| 23 | 27 novembre | 4-1   | Red Wings de Détroit   | Montréal    | 15-6-2   | 32  |
| 24 | 28 novembre | 4-1   | Rangers de New York    | New York    | 15-7-2   | 32  |
| 25 | 30 novembre | 3-3   | Black Hawks de Chicago | Omaha       | 15-7-3   | 33  |
| 26 | 2 décembre  | 1-4   | Red Wings de Détroit   | Détroit     | 16-7-3   | 35  |
| 27 | 5 décembre  | 3-3   | Rangers de New York    | New York    | 16-7-4   | 36  |
| 28 | 8 décembre  | 3-1   | Maple Leafs de Toronto | Toronto     | 16-8-4   | 36  |
| 29 | 9 décembre  | 2-0   | Maple Leafs de Toronto | Montréal    | 17-8-4   | 38  |
| 30 | 11 décembre | 0-3   | Bruins de Boston       | Montréal    | 17-9-4   | 38  |
| 31 | 12 décembre | 2-2   | Bruins de Boston       | Boston      | 17-9-5   | 39  |
| 32 | 16 décembre | 5-1   | Rangers de New York    | Montréal    | 18-9-5   | 41  |
| 33 | 18 décembre | 2-4   | Black Hawks de Chicago | Chicago     | 19-9-5   | 43  |
| 34 | 19 décembre | 0-5   | Red Wings de Détroit   | Détroit     | 20-9-5   | 45  |
| 35 | 25 décembre | 4-1   | Rangers de New York    | Montréal    | 21-9-5   | 47  |
| 36 | 29 décembre | 1-1   | Maple Leafs de Toronto | Toronto     | 21-9-6   | 48  |
| 37 | 30 décembre | 7-4   | Black Hawks de Chicago | Montréal    | 22-9-6   | 50  |
| 38 | 1er janvier | 4-1   | Red Wings de Détroit   | Montréal    | 23-9-6   | 52  |
| 39 | 2 janvier   | 3-2   | Red Wings de Détroit   | Détroit     | 23-10-6  | 52  |
| 40 | 6 janvier   | 6-0   | Black Hawks de Chicago | Montréal    | 24-10-6  | 54  |
| 41 | 8 janvier   | 1-1   | Bruins de Boston       | Montréal    | 24-10-7  | 55  |
| 42 | 9 janvier   | 1-7   | Rangers de New York    | New York    | 25-10-7  | 57  |
| 43 | 15 janvier  | 3-4   | Red Wings de Détroit   | Montréal    | 25-11-7  | 57  |
| 44 | 16 janvier  | 6-0   | Bruins de Boston       | Boston      | 25-12-7  | 57  |
| 45 | 20 janvier  | 6-2   | Maple Leafs de Toronto | Montréal    | 26-12-7  | 59  |
| 46 | 22 janvier  | 5-3   | Black Hawks de Chicago | Montréal    | 27-12-7  | 61  |
| 47 | 23 janvier  | 3-5   | Black Hawks de Chicago | Chicago     | 28-12-7  | 63  |
| 48 | 26 janvier  | 1-1   | Maple Leafs de Toronto | Toronto     | 28-12-8  | 64  |
| 49 | 29 janvier  | 4-0   | Bruins de Boston       | Montréal    | 29-12-8  | 66  |
| 50 | 30 janvier  | 7-1   | Red Wings de Détroit   | Détroit     | 29-13-8  | 66  |
| 51 | 3 février   | 3-2   | Maple Leafs de Toronto | Montréal    | 30-13-8  | 68  |
| 52 | 5 février   | 3-1   | Rangers de New York    | Montréal    | 31-13-8  | 70  |
| 53 | 6 février   | 3-7   | Rangers de New York    | New York    | 32-13-8  | 72  |
| 54 | 9 février   | 3-1   | Maple Leafs de Toronto | Toronto     | 32-14-8  | 72  |
| 55 | 13 février  | 4-1   | Rangers de New York    | New York    | 32-15-8  | 72  |
| 56 | 17 février  | 4-2   | Red Wings de Détroit   | Montréal    | 33-15-8  | 74  |
| 57 | 19 février  | 10-2  | Rangers de New York    | Montréal    | 34-15-8  | 76  |
| 58 | 24 février  | 1-1   | Maple Leafs de Toronto | Montréal    | 34-15-9  | 77  |
| 59 | 26 février  | 4-1   | Bruins de Boston       | Montréal    | 35-15-9  | 79  |
| 60 | 27 février  | 1-7   | Rangers de New York    | New York    | 36-15-9  | 81  |
| 61 | 2 mars      | 2-3   | Maple Leafs de Toronto | Toronto     | 37-15-9  | 83  |
| 62 | 3 mars      | 1-4   | Bruins de Boston       | Boston      | 38-15-9  | 85  |
| 63 | 5 mars      | 4-4   | Black Hawks de Chicago | Montréal    | 38-15-10 | 86  |
| 64 | 6 mars      | 2-4   | Black Hawks de Chicago | Chicago     | 39-15-10 | 88  |
| 65 | 10 mars     | 0-0   | Maple Leafs de Toronto | Montréal    | 39-15-11 | 89  |
| 66 | 12 mars     | 2-1   | Bruins de Boston       | Montréal    | 40-15-11 | 91  |
| 67 | 13 mars     | 4-2   | Bruins de Boston       | Boston      | 40-16-11 | 91  |
| 68 | 17 mars     | 1-4   | Red Wings de Détroit   | Montréal    | 40-17-11 | 91  |
| 69 | 19 mars     | 4-2   | Rangers de New York    | Montréal    | 41-17-11 | 93  |
| 70 | 20 mars     | 6-0   | Red Wings de Détroit   | Détroit     | 41-18-11 | 93  |

### Classement final
| Clt   | Équipe                 | PJ | V  | D  | N  | BP  | BC  | Pts |
| ----- | ---------------------- | -- | -- | -- | -- | --- | --- | --- |
| +001, | Red Wings de Détroit   | 70 | 42 | 17 | 11 | 204 | 134 | 95  |
| +002, | Canadiens de Montréal  | 70 | 41 | 18 | 11 | 228 | 157 | 93  |
| +003, | Maple Leafs de Toronto | 70 | 24 | 24 | 22 | 147 | 135 | 70  |
| +004, | Bruins de Boston       | 70 | 23 | 26 | 21 | 169 | 188 | 67  |
| +005, | Rangers de New York    | 70 | 17 | 35 | 18 | 150 | 210 | 52  |
| +006, | Black Hawks de Chicago | 70 | 13 | 40 | 17 | 161 | 235 | 43  |

- Qualifié pour les séries

### Statistiques des gardiens
| No   | Joueur     | PJ | V  | D  | N | BA  | Moy  | Min   | Bl | B | A | Pts | Pun |
| ---- | ---------- | -- | -- | -- | - | --- | ---- | ----- | -- | - | - | --- | --- |
| 1    | J. Plante  | 52 | 33 | 12 | 7 | 110 | 2,14 | 3 080 | 5  | 0 | 0 | 0   | 2   |
| 1-29 | C. Hodge   | 14 | 6  | 4  | 4 | 31  | 2,27 | 820   | 1  | 0 | 0 | 0   | 0   |
| 1    | A. Binette | 1  | 1  | 0  | 0 | 4   | 4,00 | 60    | 0  | 0 | 0 | 0   | 0   |
| 1-30 | C. Evans   | 4  | 1  | 2  | 0 | 12  | 3,60 | 200   | 0  | 0 | 0 | 0   | 0   |

### Statistiques des défenseurs
| No | Joueur           | PJ | B | A  | Pts | Pun |
| -- | ---------------- | -- | - | -- | --- | --- |
| 2  | D. Harvey        | 70 | 6 | 43 | 49  | 58  |
| 3  | É. Bouchard (C)  | 70 | 2 | 15 | 17  | 81  |
| 10 | T. Johnson       | 70 | 6 | 19 | 25  | 74  |
| 19 | D. Saint-Laurent | 58 | 3 | 14 | 17  | 24  |
| 21 | B. MacPherson    | 30 | 1 | 8  | 9   | 55  |
| 23 | J-G Talbot       | 3  | 0 | 1  | 1   | 0   |

### Statistiques des attaquants
| No | Joueur          | Pos | PJ | B  | A  | Pts | Pun | Commentaires                                                                           |
| -- | --------------- | --- | -- | -- | -- | --- | --- | -------------------------------------------------------------------------------------- |
| 4  | J. Béliveau     | C   | 70 | 37 | 36 | 73  | 58  |                                                                                        |
| 5  | B. Geoffrion    | AD  | 70 | 38 | 37 | 75  | 57  |                                                                                        |
| 6  | F. Curry        | AD  | 68 | 11 | 10 | 21  | 36  |                                                                                        |
| 8  | J. Leclair      | C   | 59 | 11 | 22 | 33  | 12  | Blessé au cou le 9 décembre par L. Cahan de Toronto (2 artères sectionnées).           |
| 9  | M. Richard      | AD  | 67 | 38 | 36 | 74  | 125 | Suspendu pour les 3 derniers matchs de la saison et les séries (à compter du 17 mars). |
| 11 | C. MacKay       | AG  | 50 | 14 | 21 | 35  | 39  |                                                                                        |
| 12 | D. Moore        | AG  | 67 | 16 | 20 | 36  | 32  |                                                                                        |
| 14 | P. Ronty        | C   | 4  | 0  | 0  | 0   | 2   | Arrive de New York le 20 février.                                                      |
| 15 | B. Olmstead     | AG  | 70 | 10 | 48 | 58  | 103 | Blesse J. Plante au visage le 11 novembre pendant le réchauffement.                    |
| 17 | E. Litzenberger | AD  | 29 | 7  | 4  | 11  | 12  | Recrue. Envoyé à Chicago au début de décembre. Devient recrue de l'année à Chicago.    |
| 17 | G. Blaine       | AD  | 1  | 0  | 0  | 0   | 0   | Prêté à Winnipeg (WHL) le 4 juin avec P. Masnick et E. Mazur.                          |
| 18 | K. Mosdell      | C   | 70 | 22 | 32 | 54  | 82  |                                                                                        |
| 20 | P. Meger        | AG  | 13 | 0  | 4  | 4   | 6   |                                                                                        |
| 20 | J. Bartlett     | AG  | 2  | 0  | 0  | 0   | 4   |                                                                                        |
| 22 | D. Marshall     | AG  | 39 | 5  | 3  | 8   | 9   | Recrue. Arrive des Royaux de Montréal au cours de la saison.                           |
| 22 | P. Masnick      | C   | 19 | 0  | 1  | 1   | 0   | Échangé à Chicago pour A. Dewsbury le 9 novembre. Revendu à Montréal le 10 décembre.   |
| 22 | O. Tessier      | C   | 4  | 0  | 0  | 0   | 0   | Quitte pour Boston à la fin de la saison (30 mai).                                     |
| 23 | E. Mazur        | AG  | 25 | 1  | 5  | 6   | 21  | Prêté à Winnipeg (WHL) le 4 juin avec G. Blaine et P. Masnick.                         |
| 23 | J-P Lamirande   | AG  | 1  | 0  | 0  | 0   | 0   | Arrive de Chicago le 26 octobre.                                                       |
| 24 | G. Rousseau     | AG  | 2  | 0  | 1  | 1   | 0   | Prêté par Québec (LHJQ) le 16 décembre.                                                |

## Séries éliminatoires
Quatre des six équipes de la LNH sont qualifiées pour les séries 1955. La première ronde oppose les Canadiens aux Bruins d'un côté et les Red Wings aux Maple Leafs de l'autre pour une deuxième année consécutive.

### Montréal contre Boston
Le premier tour oppose donc les Canadiens, deuxièmes au classement général contre les Bruins, quatrièmes, copie conforme des séries 1954. Le Tricolore remporte la série en cinq matchs, seul l'antépénultième étant remporté par les Bruins 4-2 au Boston Garden. Lors du premier match, l'entraîneur des Canadiens fait jouer ses deux gardiens, Plante et Hodge, cela s'avérant fructueux puisqu'ils établissent un blanchissage 2-0, il continua donc à les alterner pour quelques autres matchs. Lors du deuxième match, le 24 mars, Émile "Butch" Bouchard bat la marque de Turk Broda en jouant un 102e match en séries éliminatoires.
| 22 mars | Canadiens de Montréal | 2-0 (0-0, 2-0, 0-0) | Bruins de Boston | Forum de Montréal 13 547 spectateurs |

| Feuille de match | Feuille de match                                                                            | Feuille de match | Feuille de match | Feuille de match                                      |
| ---------------- | ------------------------------------------------------------------------------------------- | ---------------- | ---------------- | ----------------------------------------------------- |
|                  | Geoffrion (Curry, Harvey) — 26 min 23 s (SN) Béliveau (Curry, Geoffrion) — 32 min 35 s (SN) | 1-0 2-0          |                  | Arbitrage : Bill Chadwick George Hayes, Bill Morrison |
| Plante Hodge     | Gardiens                                                                                    | Henry            |                  | Arbitrage : Bill Chadwick George Hayes, Bill Morrison |
|                  |                                                                                             |                  |                  | Arbitrage : Bill Chadwick George Hayes, Bill Morrison |
| 25               | Tirs                                                                                        | 20               |                  | Arbitrage : Bill Chadwick George Hayes, Bill Morrison |

| 24 mars | Canadiens de Montréal | 3-1 (0-0, 3-1, 0-0) | Bruins de Boston | Forum de Montréal |

| Feuille de match | Feuille de match | Feuille de match | Feuille de match                               | Feuille de match                                |
| ---------------- | --- | ---------------- | ---------------------------------------------- | ----------------------------------------------- |
|                  | Curry (MacKay, Mosdell) — 21 min 31 s MacKay (Mosdell, Curry) — 31 min 3 s Béliveau (Geoffrion, Olmstead) — 33 min 43 s | 1-0 2-0 3-0 3-1  | Chèvrefils (Quackenbush, Labine) — 35 min 43 s | Arbitrage : Red Storey Sam Babcock, Doug Davies |
| Plante Hodge     | Gardiens | Henderson        |                                                | Arbitrage : Red Storey Sam Babcock, Doug Davies |
|                  | |                  |                                                | Arbitrage : Red Storey Sam Babcock, Doug Davies |
| 20               | Tirs | 22               |                                                | Arbitrage : Red Storey Sam Babcock, Doug Davies |

| 27 mars | Bruins de Boston | 4-2 (3-0, 1-0, 0-2) | Canadiens de Montréal | Boston Garden 13 909 spectateurs |

| Feuille de match | Feuille de match | Feuille de match        | Feuille de match                                                                           | Feuille de match                                  |
| ---------------- | --- | ----------------------- | ------------------------------------------------------------------------------------------ | ------------------------------------------------- |
|                  | Labine (McKenney, Chèvrefils) — 13 min 53 s Flaman (Rodman) — 19 min 25 s Chèvrefils (McKenney, Quackenbush) — 19 min 45 s Laycoe (Sandford, Quackenbush) — 36 min 47 s | 1-0 2-0 3-0 4-0 4-1 4-2 | Mosdell (Saint-Laurent, MacKay) — 40 min 30 s Leclair (Moore, Saint-Laurent) — 50 min 45 s | Arbitrage : Frank Udvari Sam Babcock, Doug Davies |
| Henry            | Gardiens | Plante Hodge            |                                                                                            | Arbitrage : Frank Udvari Sam Babcock, Doug Davies |
|                  | |                         |                                                                                            | Arbitrage : Frank Udvari Sam Babcock, Doug Davies |
| 30               | Tirs | 25                      |                                                                                            | Arbitrage : Frank Udvari Sam Babcock, Doug Davies |

| 29 mars | Bruins de Boston | 3-4 (pr) (0-0, 2-2, 1-1, 0-1) | Canadiens de Montréal | Boston Garden |

| Feuille de match | Feuille de match                                                                                        | Feuille de match            | Feuille de match | Feuille de match                                      |
| ---------------- | --- | --------------------------- | --- | ----------------------------------------------------- |
|                  | McKenney (Quackenbush, MacKell) — 26 min 25 s (SN) Labine — 29 min 56 s Sandford (Boivin) — 46 min 52 s | 0-1 1-1 2-1 2-2 3-2 3-3 3-4 | Johnson (MacKay) — 22 min 51 s Curry (MacKay, Geoffrion) — 32 min 43 s (SN) Geoffrion (Béliveau, Olmstead) — 52 min 40 s Marshall (Moore) — 63 min 5 s | Arbitrage : Bill Chadwick George Hayes, Bill Morrison |
| Henry            | Gardiens                                                                                                | Plante Hodge                | | Arbitrage : Bill Chadwick George Hayes, Bill Morrison |
|                  | |                             | | Arbitrage : Bill Chadwick George Hayes, Bill Morrison |
| 26               | Tirs | 21                          | | Arbitrage : Bill Chadwick George Hayes, Bill Morrison |

| 31 mars | Canadiens de Montréal | 5-1 (2-0, 2-1, 1-0) | Bruins de Boston | Forum de Montréal |

| Feuille de match | Feuille de match | Feuille de match        | Feuille de match                          | Feuille de match                                   |
| ---------------- | --- | ----------------------- | ----------------------------------------- | -------------------------------------------------- |
|                  | Leclair (Harvey, Moore) — 3 min 43 s Moore (Béliveau, Olmstead) — 14 min 43 s Curry (Mosdell, Harvey) — 27 min 55 s Leclair (Marshall, Saint-Laurent) — 31 min 19 s Béliveau (Saint-Laurent) — 49 min 14 s | 1-0 2-0 3-0 4-0 4-1 5-1 | Ferguson (Quackenbush) — 35 min 52 s (SN) | Arbitrage : Red Storey George Hayes, Bill Morrison |
| Plante           | Gardiens | Henderson               |                                           | Arbitrage : Red Storey George Hayes, Bill Morrison |
|                  | |                         |                                           | Arbitrage : Red Storey George Hayes, Bill Morrison |
|                  | |                         |                                           | Arbitrage : Red Storey George Hayes, Bill Morrison |

### Finale de la Coupe Stanley, Détroit contre Montréal
La finale oppose les Canadiens aux Red Wings pour une deuxième année consécutive et comme l'année précédente, les Red Wings remportent la série en sept rencontres. L'équipe hôte gagnant leur match chaque fois, l'absence de Richard faisant mal à la Sainte-Flanelle. Lors du premier match, les Canadiens laissent filer une avance vers la fin de l'ultime période pour s'incliner 4-2. Les Canadiens se font donner une raclée 7-1 lors de la deuxième partie, Ted Lindsay étant la grande vedette des Wings avec quatre buts.
Puis les Canadiens de retour au Forum remportent les deux matchs suivants pour aller perdre le cinquième à l'Olympia de Détroit, puis égaler la série trois matchs partout de retour à Montréal. Le Canadien perd pour une deuxième année consécutive contre Détroit en finale en sept rencontres. Alex Delvecchio comptant deux buts, il aide les siens à soulever la Coupe Stanley pour une deuxième année consécutive et ici par la marque de 3 à 1. Les Canadiens participent à la finale dix années de suite de 1951 à 1960 inclusivement pour remporter la Coupe durant toute la seconde moitié (1956 à 1960), un record qui tient encore aujourd'hui. Dick Irvin remporte un centième match en séries devenant le premier entraîneur de toute la ligue à réussir cet exploit, le 12 avril. Ce sera sa dernière victoire chez les Canadiens puisqu'à la fin des séries il retournera chez les Black Hawks de Chicago.
Il y avait tellement d'amertume de la part de Montréal envers Campbell que si les Red Wings avaient gagné la Coupe Stanley en 6 matchs au Forum le président de la ligue n'y serait pas allé pour leur remettre la Coupe. Il aurait délégué à sa place l'administrateur de la Coupe Stanley Cooper Smeaton pour la leur remettre. La série se prolongeant à un septième match, Campbell remit la Coupe aux Red Wings à Détroit.
| 3 avril | Red Wings de Détroit | 4-2 (0-0, 1-1, 3-1) | Canadiens de Montréal | Olympia Stadium 13 952 spectateurs |

| Feuille de match | Feuille de match | Feuille de match        | Feuille de match                                                           | Feuille de match                                     |
| ---------------- | --- | ----------------------- | -------------------------------------------------------------------------- | ---------------------------------------------------- |
|                  | Delvecchio (Lindsay, Howe) — 34 min (SN) Stasiuk (Howe, Lindsay) — 53 min 5 s Pavelich — 57 min 7 s (IN) Lindsay (Howe) — 59 min 42 s | 0-1 1-1 1-2 2-2 3-2 4-2 | Curry (MacKay, Mosdell) — 25 min 3 s Curry (MacKay, Mosdell) — 46 min 57 s | Arbitrage : Bill Chadwick Sammy Babcock, Doug Davies |
| Sawchuk          | Gardiens | Plante                  |                                                                            | Arbitrage : Bill Chadwick Sammy Babcock, Doug Davies |
|                  | |                         |                                                                            | Arbitrage : Bill Chadwick Sammy Babcock, Doug Davies |
|                  | |                         |                                                                            | Arbitrage : Bill Chadwick Sammy Babcock, Doug Davies |

| 5 avril | Red Wings de Détroit | 7-1 (4-0, 3-0, 0-1) | Canadiens de Montréal | Olympia Stadium |

| Feuille de match | Feuille de match | Feuille de match                     | Feuille de match                             | Feuille de match                                 |
| ---------------- | --- | ------------------------------------ | -------------------------------------------- | ------------------------------------------------ |
|                  | Pronovost (Goldham) — 2 min 15 s (IN) Lindsay (Howe, Reibel) — 9 min 57 s Delvecchio (Stasiuk, Goldham) — 16 min 9 s Howe (Reibel) — 17 min 16 s Lindsay (Howe, Reibel) — 26 min 10 s Lindsay (Delvecchio) — 35 min 40 s (SN) Lindsay (Reibel, Howe) — 39 min 34 s | 1-0 2-0 3-0 4-0 5-0 6-0 7-0 7-1      | Mosdell (Saint-Laurent, Curry) — 52 min 32 s | Arbitrage : Red Storey Doug Davies, George Hayes |
| Sawchuk          | Gardiens | Plante Hodge (3 min) Plante (20 min) |                                              | Arbitrage : Red Storey Doug Davies, George Hayes |
|                  | |                                      |                                              | Arbitrage : Red Storey Doug Davies, George Hayes |
| 50               | Tirs | 27                                   |                                              | Arbitrage : Red Storey Doug Davies, George Hayes |

| 7 avril | Canadiens de Montréal | 4-2 (2-1, 1-1, 1-0) | Red Wings de Détroit | Forum de Montréal |

| Feuille de match | Feuille de match | Feuille de match        | Feuille de match                                                           | Feuille de match                                      |
| ---------------- | --- | ----------------------- | -------------------------------------------------------------------------- | ----------------------------------------------------- |
|                  | Geoffrion (Olmstead, Béliveau) — 5 min 30 s Geoffrion (SN) Geoffrion (Béliveau) — 34 min 23 s Leclair (Moore) — 47 min 50 s | 1-0 2-0 2-1 3-1 3-2 4-2 | Kelly (Stasiuk) — 15 min 12 s Stasiuk (Pavelich, Delvecchio) — 36 min 16 s | Arbitrage : Bill Chadwick George Hayes, Bill Morrison |
| Plante           | Gardiens | Sawchuk                 |                                                                            | Arbitrage : Bill Chadwick George Hayes, Bill Morrison |
|                  | |                         |                                                                            | Arbitrage : Bill Chadwick George Hayes, Bill Morrison |
| 26               | Tirs | 37                      |                                                                            | Arbitrage : Bill Chadwick George Hayes, Bill Morrison |

| 9 avril | Canadiens de Montréal | 5-3 (1-1, 3-0, 1-2) | Red Wings de Détroit | Forum de Montréal 13 509 spectateurs |

| Feuille de match | Feuille de match | Feuille de match                | Feuille de match                                                                        | Feuille de match                                   |
| ---------------- | --- | ------------------------------- | --------------------------------------------------------------------------------------- | -------------------------------------------------- |
|                  | MacKay (Harvey, Mosdell) — 40 s Geoffrion — 20 min 40 s Béliveau — 26 min 25 s Johnson — 29 min 7 s Curry (MacKay) — 42 min 23 s | 1-0 1-1 2-1 3-1 4-1 5-1 5-2 5-3 | Reibel (Kelly) — 12 min 30 s Reibel (Lindsay, Howe) — 43 min 40 s Hay (Reibel) — 52 min | Arbitrage : Red Storey Bill Morrison, George Hayes |
| Plante           | Gardiens | Sawchuk                         |                                                                                         | Arbitrage : Red Storey Bill Morrison, George Hayes |
|                  | |                                 |                                                                                         | Arbitrage : Red Storey Bill Morrison, George Hayes |
|                  | |                                 |                                                                                         | Arbitrage : Red Storey Bill Morrison, George Hayes |

| 10 avril | Red Wings de Détroit | 5-1 (2-1, 2-0, 1-0) | Canadiens de Montréal | Olympia Stadium |

| Feuille de match | Feuille de match | Feuille de match        | Feuille de match                          | Feuille de match                                     |
| ---------------- | --- | ----------------------- | ----------------------------------------- | ---------------------------------------------------- |
|                  | Skov — 12 min 59 s Howe — 16 min 49 s Howe (Delvecchio, Lindsay) — 32 min 9 s (SN) Howe (Lindsay, Kelly) — 36 min 20 s (SN) Stasiuk (Delvecchio, Bonin) — 42 min 9 s | 0-1 1-1 2-1 3-1 4-1 5-1 | Béliveau (Harvey, Moore) — 6 min 1 s (SN) | Arbitrage : Bill Chadwick Doug Davies, Bill Morrison |
| Sawchuk          | Gardiens | Plante                  |                                           | Arbitrage : Bill Chadwick Doug Davies, Bill Morrison |
|                  | |                         |                                           | Arbitrage : Bill Chadwick Doug Davies, Bill Morrison |
| 22               | Tirs | 36                      |                                           | Arbitrage : Bill Chadwick Doug Davies, Bill Morrison |

| 12 avril | Canadiens de Montréal | 6-3 (1-1, 3-1, 2-1) | Red Wings de Détroit | Forum de Montréal |

| Feuille de match | Feuille de match | Feuille de match                    | Feuille de match | Feuille de match                                   |
| ---------------- | --- | ----------------------------------- | --- | -------------------------------------------------- |
|                  | Béliveau (Harvey) — 7 min 30 s Leclair (Geoffrion, Harvey) — 23 min 45 s (SN) Geoffrion (Béliveau, Harvey) — 25 min 25 s (SN) Geoffrion (Béliveau, Bouchard) — 38 min 18 s Curry (MacKay, Mosdell) — 49 min 19 s MacKay (Mosdell) — 58 min 55 s | 1-0 1-1 2-1 3-1 3-2 4-2 5-2 5-3 6-3 | Delvecchio (Stasiuk) — 13 min 35 s Delvecchio (Lindsay, Pronovost) — 35 min 54 s (SN) Kelly (Leswick, Pavelich) — 56 min 35 s | Arbitrage : Red Storey Bill Morrison, George Hayes |
| Plante           | Gardiens | Sawchuk                             | | Arbitrage : Red Storey Bill Morrison, George Hayes |
|                  | |                                     | | Arbitrage : Red Storey Bill Morrison, George Hayes |
| 39               | Tirs | 38                                  | | Arbitrage : Red Storey Bill Morrison, George Hayes |

| 14 avril | Red Wings de Détroit | 3-1 (0-0, 2-0, 1-1) | Canadiens de Montréal | Olympia Stadium 15 581 spectateurs |

| Feuille de match | Feuille de match                                                                         | Feuille de match | Feuille de match                               | Feuille de match                                      |
| ---------------- | ---------------------------------------------------------------------------------------- | ---------------- | ---------------------------------------------- | ----------------------------------------------------- |
|                  | Delvecchio (Kelly) — 27 min 12 s Howe (Pronovost) — 39 min 45 s Delvecchio — 42 min 59 s | 1-0 2-0 3-0 3-1  | Curry (Geoffrion, Béliveau) — 54 min 35 s (SN) | Arbitrage : Bill Chadwick George Hayes, Bill Morrison |
| Sawchuk          | Gardiens                                                                                 | Plante           |                                                | Arbitrage : Bill Chadwick George Hayes, Bill Morrison |
|                  |                                                                                          |                  |                                                | Arbitrage : Bill Chadwick George Hayes, Bill Morrison |
| 33               | Tirs                                                                                     | 22               |                                                | Arbitrage : Bill Chadwick George Hayes, Bill Morrison |

#### Statistiques des joueurs en finale
| No | Joueur           | Pos | PJ | B | A | Pts | Pun |
| -- | ---------------- | --- | -- | - | - | --- | --- |
| 5  | B. Geoffrion     | AD  | 7  | 6 | 2 | 8   | 2   |
| 4  | J. Béliveau      | C   | 7  | 3 | 5 | 8   | 12  |
| 6  | F. Curry         | AD  | 7  | 5 | 1 | 6   | 2   |
| 11 | C. Mackay        | AG  | 7  | 2 | 4 | 6   | 2   |
| 18 | K. Mosdell       | C   | 7  | 1 | 4 | 5   | 6   |
| 2  | D. Harvey        | D   | 7  | 0 | 5 | 5   | 4   |
| 8  | J. Leclair       | C   | 7  | 2 | 0 | 2   | 2   |
| 12 | D. Moore         | AG  | 7  | 0 | 2 | 2   | 16  |
| 10 | T. Johnson       | D   | 7  | 1 | 0 | 1   | 16  |
| 3  | É. Bouchard      | D   | 7  | 0 | 1 | 1   | 31  |
| 15 | B. Olmstead      | C   | 7  | 0 | 1 | 1   | 14  |
| 19 | D. Saint-Laurent | D   | 7  | 0 | 1 | 1   | 10  |
| 20 | J. Bartlett      | AG  | 2  | 0 | 0 | 0   | 0   |
| 24 | D. Gamble        | AG  | 2  | 0 | 0 | 0   | 2   |
| 22 | D. Marshall      | AG  | 7  | 0 | 0 | 0   | 2   |
| 23 | G. McAvoy        | D   | 3  | 0 | 0 | 0   | 0   |
| 14 | P. Ronty         | C   | 2  | 0 | 0 | 0   | 2   |

#### Statistiques des gardiens en finale
| No   | Joueur    | PJ | V | D | BA | Moy   | Min | Bl |
| ---- | --------- | -- | - | - | -- | ----- | --- | -- |
| 1    | J. Plante | 7  | 3 | 3 | 24 | 3.57  | 403 | 0  |
| 1-29 | C. Hodge  | 1  | 0 | 1 | 3  | 10.59 | 17  | 0  |

### Statistiques des joueurs
| No   | Joueur           | Pos | PJ | B | A | Pts | Pun |
| ---- | ---------------- | --- | -- | - | - | --- | --- |
| 5    | B. Geoffrion     | AD  | 12 | 8 | 5 | 13  | 8   |
| 4    | J. Béliveau      | C   | 12 | 6 | 7 | 13  | 18  |
| 6    | F. Curry         | AD  | 12 | 8 | 4 | 12  | 4   |
| 11   | C. MacKay        | AG  | 12 | 3 | 8 | 11  | 8   |
| 18   | K. Mosdell       | C   | 12 | 2 | 7 | 9   | 8   |
| 2    | D. Harvey        | D   | 12 | 0 | 8 | 8   | 6   |
| 12   | D. Moore         | AG  | 12 | 1 | 5 | 6   | 22  |
| 8    | J. Leclair       | C   | 12 | 5 | 0 | 5   | 2   |
| 19   | D. Saint-Laurent | D   | 12 | 0 | 5 | 5   | 12  |
| 15   | B. Olmstead      | C   | 12 | 0 | 4 | 4   | 21  |
| 10   | T. Johnson       | D   | 12 | 2 | 0 | 2   | 22  |
| 22   | D. Marshall      | AG  | 12 | 1 | 1 | 2   | 2   |
| 3    | É. Bouchard (C)  | D   | 12 | 0 | 1 | 1   | 37  |
| 20   | J. Bartlett      | AG  | 2  | 0 | 0 | 0   | 0   |
| 24   | D. Gamble        | AG  | 2  | 0 | 0 | 0   | 2   |
| 1-29 | C. Hodge         | G   | 4  | 0 | 0 | 0   | 0   |
| 23   | G. McAvoy        | D   | 4  | 0 | 0 | 0   | 0   |
| 1    | J. Plante        | G   | 12 | 0 | 0 | 0   | 0   |
| 14   | P. Ronty         | C   | 5  | 0 | 0 | 0   | 2   |

### Statistiques des gardiens
| No   | Joueur    | PJ | V | D | BA | Moy  | Min | Bl |
| ---- | --------- | -- | - | - | -- | ---- | --- | -- |
| 1    | J. Plante | 12 | 6 | 3 | 30 | 2.82 | 639 | 0  |
| 1-29 | C. Hodge  | 4  | 1 | 2 | 6  | 4.29 | 84  | 0  |

## Trophées et honneurs

### Meilleurs pointeurs

#### Saison régulière
- Bernard Geoffrion et Maurice Richard ont marqué le plus de buts de la franchise et de la LNH (38).
- Bert Olmstead a été le meilleur passeur de l'équipe et de la LNH (48 réalisations). Doug Harvey inscrit un nouveau record pour la franchise pour un défenseur (43 réalisations).
- Finalement, Geoffrion a été le meilleur pointeur de l'équipe et de la LNH (75 points) devant ses coéquipiers Richard (74) et Jean Béliveau (73).
- Richard aura été le joueur le plus puni de l'équipe totalisant 125 minutes de pénalités. Le meneur de la ligue est Fern Flaman des Bruins de Boston avec 150 minutes de pénalités[22].

#### Séries éliminatoires
- Geoffrion et Floyd Curry ont été les meilleurs buteurs de l'équipe avec 8 buts chacun. Le meneur des séries étant G. Howe de Détroit avec 9.
- Calum MacKay et Harvey ont transporté l'équipe avec 8 aides chacun. T. Lindsay des Red Wings s'empare du premier rang avec 12 mentions d'aides[22].
- Finalement, Geoffrion et Béliveau ont été les meilleurs pointeurs de l'équipe en séries (13 points). Le meilleur pointeur de la LNH est Gordie Howe des Red Wings de Détroit (20 points)[8].
- Le capitaine Émile Bouchard aura été le joueur le plus puni de l'équipe totalisant 37 minutes de pénalités.

### Trophées reçus
- Bernard Geoffrion s'est vu décerner le trophée Art-Ross remis au joueur qui mène au classement général en termes de points à la fin de la saison régulière.
- Doug Harvey quant à lui se fit attribuer le trophée James-Norris remis au meilleur défenseur ayant fait preuve d'excellentes qualités au hockey sur glace de toute la ligue. C'est son premier de 7 trophées Norris qu'il gagnera sur une période de 8 saisons (1955 à 1962). Seul Tom Johnson lui ravira en 1959.

### Équipes d'étoiles
Les joueurs des Canadiens ayant fait partie des 2 équipes d'étoiles de la Ligue nationale de hockey.
- Doug Harvey en tant que défenseur sur la 1re équipe d'étoiles.
- Jean Béliveau en tant que centre sur la 1re équipe d'étoiles.
- Maurice Richard en tant qu'ailier droit sur la 1re équipe d'étoiles.
- Ken Mosdell en tant que centre sur la 2e équipe d'étoiles.
- Bernard Geoffrion en tant qu'ailier droit sur la 2e équipe d'étoiles.